# Економско-трговинска школа Косовска Митровица
Економско-трговинска школа Косовска Митровица је средња школа која се налази у Косовској Митровици. Поседује 15 одељења у којима се школује укупно 250 ученика.
Школа располаже савремено опремљеним кабинетима (за информатику, обуку у бироу, књиговодство, рачуноводство...) који омогућавају, како ученицима, тако и професорима, да примењују савремене методе наставе. Такође, располаже сопственом библиотеком. Поред редовне наставе, у школи се реализује и велики број ваннаставних активности у виду ученичког парламента, фото секције и разних предметних секција.
Економско-трговинска школа остварује наставни план и програм за следеће образовне профиле: „економски техничар”, „финансијски администратор”, „правни техничар”, „трговац” и „кувар”.

## Историја
Од јула 1999. године, Економско-трговинска школа је премештена из јужног дела града у северни део Косовске Митровице, и то у просторијама Техничке школе „Михаило Петовић Алас”, као последица ратних збивања и неслагања између албанског и српског становништва у граду.
Економско трговинска школа има статус правног лица и уписана је у Судски регистар код Трговинског суда у Приштини-Ниш. Школа има статус средње стручне школе, и у мрежи је средњих школа Одлуком Владе Републике Србије донете 1993. године.
Решењем министра просвете бр. 022-05-00509/94-03 од 3. априла 2009. године, утврђено је да школа испуњава прописане услове у погледу простора, опреме, наставних средстава, потребног броја наставника и стручних сарадника и довољног броја ученика за остваривање наставних планова и програма у подручју рада економија, право и администрација.
Организација рада, радноправни статус запослених регулисани Законом о основама система образовања и васпитања, Законом о раду, подзаконским актима Министарство просвете, статутом школе и др. Стручно-педагошки надзор у раду школе врши Школска управа Министарства просвете у Косовској Митровици.

## Образовни профили

### Финансијски администратор
- Подручје рада: Економија, право и администрација
- Ниво квалификације: IV
- Трајање образовања: четири године

### Економски техничар
- Подручје рада: Економија, право и администрација
- Ниво квалификације: IV
- Трајање образовања: четири године

### Правно-пословни техничар
- Подручје рада: Економија, право и администрација
- Ниво квалификације: IV
- Трајање образовања: четири године

### Трговац
- Подручје рада: Туризам и угоститељство
- Ниво квалификације: III
- Трајање образовања: три године

### Кувар
- Подручје рада: Туризам и угоститељство
- Ниво квалификације: III
- Трајање образовања: три године